# 坎普鎮區 (明尼蘇達州倫維爾縣)
坎普鎮區（英語：Camp Township）是位於美國明尼蘇達州倫維爾縣的一個行政鎮區，於1867年設立。

## 地方資料
坎普鎮區的面積為73.87平方千米，當中陸地面積為73.75平方千米，而水域面積為0.12平方千米。根據2020年美國人口普查的數據，當地共有人口161人，而人口密度為每平方千米2.18人。